# 혼다 골드윙
혼다 골드 윙(Honda GOLDWING)는 혼다가 제조 판매하고 있는 풀사이즈 투어러 오토바이이다. 한때 미국 법인이 제조하고 일본에서는 정규 수입으로 판매되고 있었다.

## 같이 보기
- BMW R1200RT